# Katedra Świętego Zbawiciela w Brugii
Katedra Świętego Zbawiciela w Brugii (nid. Sint Salvatorskathedraal, fr. Cathédrale Saint-Sauveur de Bruges) - główna świątynia diecezji brugijskiej w Belgii. Mieści się przy ulicy Sint Salvators Kerkhof w Brugii.
Budowę katedry rozpoczęto w XII wieku jako kościoła parafialnego. W XVIII stuleciu świątynia stała się katedrą. W związku z tym, że był to niewielki budynek niepasujący do miana katedry, świątynię przebudowano. Dobudowana została wysoka wieża. Wnętrze katedry zawiera wspaniałe dzieła rzeźbiarskie i malarskie.